# Hancock megye (Mississippi)
Hancock megye az Amerikai Egyesült Államokban, azon belül Mississippi államban található. Megyeszékhelye és legnagyobb városa Bay St. Louis. Lakosainak száma 46 053 fő (2020. április 1.). Hancock megye Pearl River, Harrison, St. Tammany és Stone megyékkel határos.

## Népesség
A megye népességének változása:
| Lakosok száma | 44 017 | 44 664 | 45 266 | 45 566 | 46 420 | 46 053 |
|               | 2010   | 2011   | 2012   | 2013   | 2015   | 2020   |